# Centro Nacional de Adiestramiento «San Gregorio»
El Centro Nacional de Adiestramiento «San Gregorio» (CENAD San Gregorio) es un centro de formación militar del Ejército de Tierra de España situado en el Acuartelamiento General Quintana y el Área del Campo de Maniobras y Tiro de San Gregorio, ambos en las proximidades de la ciudad de Zaragoza (en los municipios de Castejón de Valdejasa, Tauste, Torres de Berrellén, Villanueva de Gállego, Zuera y la propia Zaragoza). Es uno de los dos centros nacionales de adiestramiento de España junto con el Centro Nacional de Adiestramiento de Chinchilla (CENAD Chinchilla).
Está pensado para la realización de maniobras de adiestramiento, sobre todo acorazadas y mecanizadas, facilitando instalaciones y medios de simulación virtual.
Se compone de una plana mayor de mando, un grupo de adiestramiento y evaluación, otro de unidades acorazadas y una unidad de apoyo.

## Actividades principales
Pueden agruparse en tres categorías:
- Simulación
  - Instruir a planas mayores en para la preparación y ejecución de operaciones militares mediante ejercicios asistidos por ordenador (simulación constructiva).
  - Seguimiento de enfrentamientos con simuladores con láser (simulación real).
  - Apoyo al adiestramiento de medios acorazados y perfeccionamiento de la formación de alumnos de Centros de Enseñanza, facilitando simuladores de carros de conducción y tiro (simulación virtual).
- Ejercicios y maniobras
  - Preparación de campos de tiro para la instrucción y el adiestramiento de unidades mecanizadas y acorazadas.
  - Creación de una fuerza en oposición (enemiga) simulada para la realización de ejercicios tácticos.
  - Realización de cursos prácticos de conducción de carros de combate «Leopardo» y vehículos protegidos RG 31 «Nyala» y LMV «Lince».
  - Gestión de ejercicios tácticos y de tiro.
- Apoyo y colaboración con entidades públicas
  - Conservación de infraestructuras y labores de prevención de incendios forestales.
  - Organización de cursos contraincendios en colaboración con la Diputación General de Aragón.
  - Apoyo a la instrucción del Cuerpo de Bomberos de Zaragoza y de los Cuerpos y Fuerzas del Seguridad del Estado.

## Historia
El origen del Centro Nacional de Adiestramiento «San Gregorio» se sitúa en el Campo de Tiro y Maniobras creado en la zona en 1910. Entre 1974 y 1976 se incrementó su superficie casi hasta sus límites actuales, alcanzando casi las 34 000 ha, con un perímetro de 108 km, incorporándose en 1975 la primera plantilla de la Comandancia Militar del Campo de Maniobras. Tras conocer varias reorganizaciones, el 1 de enero de  1999 se creó el actual Centro de Adiestramiento «San Gregorio» a partir de la Comandancia del Campo de Maniobras. El nuevo CENAD quedó sujeto a la Dirección de Enseñanza, Instrucción, Adiestramiento y Evaluación del Mando de Adiestramiento y Doctrina. En 2001 la unidad pasó a ocupar el Acuartelamiento General Quintana, más adecuado a las nuevas necesidades creadas por los avances que habían experimentado la instrucción y el adiestramiento.